# Dendronephthya echinata
Dendronephthya echinata är en korallart som beskrevs av Tixier-Durivault och Prevor 1959. Dendronephthya echinata ingår i släktet Dendronephthya och familjen Nephtheidae. Inga underarter finns listade i Catalogue of Life.